# Gaetano Caffarelli
Pour les articles homonymes, voir Caffarelli.
 (juillet 2016).
Si vous disposez d'ouvrages ou d'articles de référence ou si vous connaissez des sites web de qualité traitant du thème abordé ici, merci de compléter l'article en donnant les références utiles à sa vérifiabilité et en les liant à la section « Notes et références ».
Gaetano Majorano, dit Caffarelli, né à Bitonto le 12 avril 1710 et mort à Naples le 31 janvier 1783, est un castrat soprano italien, rival de Farinelli.

## Biographie
Fils d'un pauvre paysan, il a pour maître à Bari un certain Caffaro, qui l'aurait fait castrer et dont il prend le nom en diminutif, avant de le surpasser bientôt, grâce aux leçons qu'il reçoit à Naples de Nicola Porpora (1724).
II débute à Rome en 1726 dans le rôle féminin de l’Alvida du Valdemaro de Sarro au Teatro della Valle. Chante sur les principaux théâtres d'Italie, de France, d'Angleterre, et amasse de grandes richesses. Il achète ainsi dans sa patrie le duché de Santo-Donato, dont il porte le titre et s'y fait bâtir un palais sur lequel il inscrit ces mots : « Amphion Thebas, ego domum ».
En 1728, il échappe de justesse à la vengeance d’un mari jaloux en se cachant dans une vieille citerne et juge plus prudent de quitter Rome pour se rendre à Venise où il est engagé pour la saison 1728-1729 au Teatro San Samuele pour tenir le rôle d’Alcasto dans Merina de Pollarolo. Il se fait entendre cette même saison 1728-1729 à Milan et à Turin dans Didone abbandonata de Sarro. De retour à Rome en 1730 pour jouer Mithridate dans Tigrane et le rôle-titre dans Siface, tous deux sur la musique de Nicolo Porpora, il est réengagé de suite et obtient un triomphe en jouant Pirro dans Cajo Fabrizio de Hasse et Arminio dans Germanico de Porpora.
En 1732, il se produit à Milan au côté de Vittoria Tesi et en 1733, à Bologne, joue au théâtre Malvezzi dans Siroe, re di Persia de Hasse. En 1734, il chante au théâtre San Giovanni Grisostomo à Venise au côté de Farinelli lors du carnaval et en 1735, se rend à Naples où il joue dans Il Castello d’Atlante de Leo au San Bartolomeo, Adriano in Siria de Pergolesi et dans Siface de Leo. Il obtient la même année la place du vieux Matteo Sassano (86 ans), dit Matteuccio, maître de chant à la Chapelle Royale.
En 1738, à Londres, au côté de Haendel dans une nouvelle troupe formée par Heidegger au King’s Theatre remonté à la suite d’une grave crise due à l’affrontement stérile des deux théâtres de Londres, il chante dans trois opéras de Haendel : Faramondo, le pasticcio Alessandro Severo et Serse. Le succès n'est pas au rendez-vous. En 1739, il rentre à Naples où, lors d’une cérémonie religieuse, il agresse un autre castrat. Il est sauvé de sanctions graves par le roi Charles et par le fait qu’il doit partir en Espagne pour les festivités données en l’honneur de la reine d’Espagne.
Il chante ainsi à Madrid le rôle-titre de l’opéra Farnace le 4 novembre 1740 avec la cantatrice Vittoria Tesi dans le rôle de Bérénice, Anna Maria Peruzzi (Tamiri), le ténor Annibale Pio Fabbri (Anibalino) et joue Pompeo. La même année, il écope de trois jours de prison pour avoir entre autres semé la panique dans L’Olympia nell’Isola d’Ebuda mais il triomphe dans les opéras de Leo, Hasse, Sarro. Il se rend à Vienne où son succès est médiocre et où il commet encore plus d’actes indélicats, puis il voyage à Venise et Lucques et retourne à Naples.
En 1753, sur invitation royale, il se rend à Paris à la cour du roi de France et s’indigne devant le peu d’estime que porte ce rustre à son talent et manque expédier le poète Ballot de Sauvot (librettiste de Rameau) lors d’une discussions animée sur les mérites respectifs de la musique italienne et la musique française (lors de la querelle des Bouffons). Il se fait expulser de France sur l’ordre de la Dauphine. Il chante à Naples pour la dernière fois en 1754.
Il se retrouve à Lisbonne en mars 1755 à l’occasion de festivités données pour l’anniversaire de la reine Marie-Anne-Victoire d'Espagne et il obtient le poste de Cantor de camara (chanteur de chambre) auprès de Joseph Ier, Roi du Portugal. Un tremblement de terre détruit la ville le 1er novembre 1755 et il rentre en Italie où il rachète le domaine de San Donato à Otrante dans les Pouilles. Il décide alors de ne plus monter sur une scène.
En 1770, il chante malgré tout lors d’une réception au théâtre San Carlo.
Il meurt le 31 janvier 1783 et est inhumé à San Efremo.